# Лига Европы УЕФА 2013/2014. Плей-офф
Эта статья содержит информацию о стадии плей-офф Лиги Европы УЕФА 2013/14.
В плей-офф принимают участие 32 клуба: 24 клуба, занявших первые два места в группах на групповом этапе, и 8 клубов, занявших третьи места на групповом этапе Лиги чемпионов.

## Жеребьёвка
| Ключ к цветам   |
| --------------- |
| Сеяные в 1/16   |
| Несеяные в 1/16 |

| Группа | Победитель           | 2-е место           |
| ------ | -------------------- | ------------------- |
| A      | Валенсия             | Суонси Сити         |
| B      | Лудогорец            | Черноморец          |
| C      | Ред Булл (Зальцбург) | Эсбьерг             |
| D      | Рубин                | Марибор             |
| E      | Фиорентина           | Днепр               |
| F      | Айнтрахт (Франкфурт) | Маккаби (Тель-Авив) |
| G      | Генк                 | Динамо (Киев)       |
| H      | Севилья              | Слован (Либерец)    |
| I      | Олимпик (Лион)       | Реал Бетис          |
| J      | Трабзонспор          | Лацио               |
| K      | Тоттенхэм Хотспур    | Анжи                |
| L      | АЗ                   | ПАОК                |

### Команды, выбывшие из Лиги чемпионов
| Ключ к цветам   |
| --------------- |
| Сеяные в 1/16   |
| Несеяные в 1/16 |

| Группа | Клуб            | В | Н | П | М    | ±   | Очки |
| ------ | --------------- | - | - | - | ---- | --- | ---- |
| F      | Наполи          | 4 | 0 | 2 | 10−9 | +1  | 12   |
| C      | Бенфика         | 3 | 1 | 2 | 8−8  | 0   | 10   |
| A      | Шахтёр (Донецк) | 2 | 2 | 2 | 7−6  | +1  | 8    |
| E      | Базель          | 2 | 2 | 2 | 5−6  | -1  | 8    |
| H      | Аякс            | 2 | 2 | 2 | 5−8  | -3  | 8    |
| B      | Ювентус         | 1 | 3 | 2 | 9−9  | 0   | 6    |
| G      | Порту           | 1 | 2 | 3 | 4−7  | -3  | 5    |
| D      | Виктория        | 1 | 0 | 5 | 6−17 | -11 | 3    |

### Сетка турнира
| 1/16 финала      | 1/16 финала | 1/16 финала | 1/16 финала |  |            | 1/8 финала     | 1/8 финала | 1/8 финала | 1/8 финала |  |  | 1/4 финала     | 1/4 финала | 1/4 финала | 1/4 финала |  |  | 1/2 финала | 1/2 финала | 1/2 финала | 1/2 финала |  |  | Финал   | Финал |
|                  |             |             |             |  |            |                |            |            |            |  |  |                |            |            |            |  |  |            |            |            |            |  |  |         |       |
| Порту            | 2           | 3           | 5           |  |            |                |            |            |            |  |  |                |            |            |            |  |  |            |            |            |            |  |  |         |       |
| Айнтрахт Ф.      | 2           | 3           | 5           |  |            | Порту          | 1          | 2          | 3          |  |  |                |            |            |            |  |  |            |            |            |            |  |  |         |       |
| Суонси Сити      | 0           | 1           | 1           |  | Наполи     | 0              | 2          | 2          |            |  |  |                |            |            |            |  |  |            |            |            |            |  |  |         |       |
| Наполи           | 0           | 3           | 3           |  |            |                |            |            |            |  |  | Порту          | 1          | 1          | 2          |  |  |            |            |            |            |  |  |         |       |
| Марибор          | 2           | 1           | 3           |  |            |                |            |            |            |  |  | Севилья        | 0          | 4          | 4          |  |  |            |            |            |            |  |  |         |       |
| Севилья          | 2           | 2           | 4           |  |            | Севилья        | 0          | 2          | 2(4)       |  |  |                |            |            |            |  |  |            |            |            |            |  |  |         |       |
| Реал Бетис       | 1           | 2           | 3           |  | Реал Бетис | 2              | 0          | 2(3)       |            |  |  |                |            |            |            |  |  |            |            |            |            |  |  |         |       |
| Рубин            | 1           | 0           | 1           |  |            |                |            |            |            |  |  |                |            |            |            |  |  | Севилья    | 2          | 1          | 3          |  |  |         |       |
| Маккаби          | 0           | 0           | 0           |  |            |                |            |            |            |  |  |                |            |            |            |  |  | Валенсия   | 0          | 3          | 3          |  |  |         |       |
| Базель           | 0           | 3           | 3           |  |            | Базель         | 0          | 2          | 2          |  |  |                |            |            |            |  |  |            |            |            |            |  |  |         |       |
| Аякс             | 0           | 1           | 1           |  | Ред Булл   | 0              | 1          | 1          |            |  |  |                |            |            |            |  |  |            |            |            |            |  |  |         |       |
| Ред Булл         | 3           | 3           | 6           |  |            |                |            |            |            |  |  | Базель         | 3          | 0          | 3          |  |  |            |            |            |            |  |  |         |       |
| Лацио            | 0           | 3           | 3           |  |            |                |            |            |            |  |  | Валенсия       | 0          | 5          | 5          |  |  |            |            |            |            |  |  |         |       |
| Лудогорец        | 1           | 3           | 4           |  |            | Лудогорец      | 0          | 0          | 0          |  |  |                |            |            |            |  |  |            |            |            |            |  |  |         |       |
| Динамо (Киев)    | 0           | 0           | 0           |  | Валенсия   | 3              | 1          | 4          |            |  |  |                |            |            |            |  |  |            |            |            |            |  |  |         |       |
| Валенсия         | 2           | 0           | 2           |  |            |                |            |            |            |  |  |                |            |            |            |  |  |            |            |            |            |  |  | Севилья | 0(4)  |
| Слован (Либерец) | 0           | 1           | 1           |  |            |                |            |            |            |  |  |                |            |            |            |  |  |            |            |            |            |  |  | Бенфика | 0(2)  |
| АЗ               | 1           | 1           | 2           |  |            | АЗ             | 1          | 0          | 1          |  |  |                |            |            |            |  |  |            |            |            |            |  |  |         |       |
| Анжи             | 0           | 2           | 2           |  | Анжи       | 0              | 0          | 0          |            |  |  |                |            |            |            |  |  |            |            |            |            |  |  |         |       |
| Генк             | 0           | 0           | 0           |  |            |                |            |            |            |  |  | АЗ             | 0          | 0          | 0          |  |  |            |            |            |            |  |  |         |       |
| Днепр            | 1           | 1           | 2           |  |            |                |            |            |            |  |  | Бенфика        | 1          | 2          | 3          |  |  |            |            |            |            |  |  |         |       |
| Тоттенхэм        | 0           | 3           | 3           |  |            | Тоттенхэм      | 1          | 2          | 3          |  |  |                |            |            |            |  |  |            |            |            |            |  |  |         |       |
| ПАОК             | 0           | 0           | 0           |  | Бенфика    | 3              | 2          | 5          |            |  |  |                |            |            |            |  |  |            |            |            |            |  |  |         |       |
| Бенфика          | 1           | 3           | 4           |  |            |                |            |            |            |  |  |                |            |            |            |  |  | Бенфика    | 2          | 0          | 2          |  |  |         |       |
| Черноморец       | 0           | 0           | 0           |  |            |                |            |            |            |  |  |                |            |            |            |  |  | Ювентус    | 1          | 0          | 1          |  |  |         |       |
| Олимпик (Лион)   | 0           | 1           | 1           |  |            | Олимпик (Лион) | 4          | 1          | 5          |  |  |                |            |            |            |  |  |            |            |            |            |  |  |         |       |
| Виктория         | 1           | 2           | 3           |  | Виктория   | 1              | 2          | 3          |            |  |  |                |            |            |            |  |  |            |            |            |            |  |  |         |       |
| Шахтёр (Донецк)  | 1           | 1           | 2           |  |            |                |            |            |            |  |  | Олимпик (Лион) | 0          | 1          | 1          |  |  |            |            |            |            |  |  |         |       |
| Ювентус          | 2           | 2           | 4           |  |            |                |            |            |            |  |  | Ювентус        | 1          | 2          | 3          |  |  |            |            |            |            |  |  |         |       |
| Трабзонспор      | 0           | 0           | 0           |  |            | Ювентус        | 1          | 1          | 2          |  |  |                |            |            |            |  |  |            |            |            |            |  |  |         |       |
| Эсбьерг          | 1           | 1           | 2           |  | Фиорентина | 1              | 0          | 1          |            |  |  |                |            |            |            |  |  |            |            |            |            |  |  |         |       |
| Фиорентина       | 3           | 1           | 4           |  |            |                |            |            |            |  |  |                |            |            |            |  |  |            |            |            |            |  |  |         |       |

## 1/16 финала
Первые матчи прошли 20 февраля, ответные 27 февраля.
| Команда 1           | Итог | Команда 2            | 1-й матч | 2-й матч |
| ------------------- | ---- | -------------------- | -------- | -------- |
| Днепр               | 2:3  | Тоттенхэм Хотспур    | 1:0      | 1:3      |
| Реал Бетис          | 3:1  | Рубин                | 1:1      | 2:0      |
| Суонси Сити         | 1:3  | Наполи               | 0:0      | 1:3      |
| Ювентус             | 4:0  | Трабзонспор          | 2:0      | 2:0      |
| Марибор             | 3:4  | Севилья              | 2:2      | 1:2      |
| Виктория            | 3:2  | Шахтёр (Донецк)      | 1:1      | 2:1      |
| Черноморец          | 0:1  | Олимпик Лион         | 0:0      | 0:1      |
| Лацио               | 3:4  | Лудогорец            | 0:1      | 3:3      |
| Эсбьерг             | 2:4  | Фиорентина           | 1:3      | 1:1      |
| Аякс                | 1:6  | Ред Булл (Зальцбург) | 0:3      | 1:3      |
| Маккаби (Тель-Авив) | 0:3  | Базель               | 0:0      | 0:3      |
| Порту               | В5:5 | Айнтрахт (Франкфурт) | 2:2      | 3:3      |
| Анжи                | 2:0  | Генк                 | 0:0      | 2:0      |
| Динамо (Киев)       | 0:2  | Валенсия             | 0:2      | 0:0      |
| ПАОК                | 0:4  | Бенфика              | 0:1      | 0:3      |
| Слован (Либерец)    | 1:2  | АЗ                   | 0:1      | 1:1      |

### Первые матчи
| Днепр                 | 1:0 (0:0) | Тоттенхэм Хотспурс |
| --------------------- | --------- | ------------------ |
| Коноплянка 81′ (пен.) | (отчёт)   |                    |

| Реал Бетис | 1:1 (1:0) | Рубин               |
| ---------- | --------- | ------------------- |
| Вила 3′    | (отчёт)   | Ерёменко 74′ (пен.) |

| Суонси Сити | 0:0     | Наполи |
| ----------- | ------- | ------ |
|             | (отчёт) |        |

| Ювентус                    | 2:0 (1:0) | Трабзонспор |
| -------------------------- | --------- | ----------- |
| Освальдо 16′ · Погба 90+4′ | (отчёт)   |             |

| Марибор                        | 2:2 (1:0) | Севилья                 |
| ------------------------------ | --------- | ----------------------- |
| Маркос Таварес 33′ · Вршич 81′ | (отчёт)   | Гамейро 47′ · Фасио 72′ |

| Виктория | 1:1 (0:0) | Шахтёр (Донецк)  |
| -------- | --------- | ---------------- |
| Тецл 62′ | (отчёт)   | Луис Адриано 65′ |

| Черноморец | 0:0     | Олимпик Лион |
| ---------- | ------- | ------------ |
|            | (отчёт) |              |

| Лацио | 0:1 (0:1) | Лудогорец  |
| ----- | --------- | ---------- |
|       | (отчёт)   | Безьяк 45′ |

| Эсбьерг   | 1:3 (1:3) | Фиорентина                                  |
| --------- | --------- | ------------------------------------------- |
| Пушич 10′ | (отчёт)   | Матри 9′ · Иличич 15′ · Аквилани 37′ (пен.) |

| Аякс | 0:3 (0:3) | Ред Булл (Зальцбург)               |
| ---- | --------- | ---------------------------------- |
|      | (отчёт)   | Сориано 14′ (пен.), 35′ · Мане 21′ |

| Маккаби (Тель-Авив) | 0:0     | Базель |
| ------------------- | ------- | ------ |
|                     | (отчёт) |        |

| Порту                     | 2:2 (1:0) | Айнтрахт (Франкфурт)                 |
| ------------------------- | --------- | ------------------------------------ |
| Куарежма 44′ · Варела 68′ | (отчёт)   | Хоселу 72′ · Алекс Сандро 77′ (авт.) |

| Анжи | 0:0     | Генк |
| ---- | ------- | ---- |
|      | (отчёт) |      |

| Динамо (Киев) | 0:2 (0:0) | Валенсия                  |
| ------------- | --------- | ------------------------- |
|               | (отчёт)   | Варгас 79′ · Фегули 90+1′ |

| ПАОК | 0:1 (0:0) | Бенфика  |
| ---- | --------- | -------- |
|      | (отчёт)   | Лима 59′ |

| Слован (Либерец) | 0:1 (0:0) | АЗ           |
| ---------------- | --------- | ------------ |
|                  | (отчёт)   | Виргевер 89′ |

### Ответные матчи
| Тоттенхэм Хотспур               | 3:1 (0:0) | Днепр      |
| ------------------------------- | --------- | ---------- |
| Эриксен 56′ · Адебайор 65′, 69′ | (отчёт)   | Зозуля 48′ |

| Рубин | 0:2 (0:1) | Реал Бетис            |
| ----- | --------- | --------------------- |
|       | (отчёт)   | Ноно 45′ · Кастро 64′ |

| Наполи                                 | 3:1 (1:1) | Суонси Сити   |
| -------------------------------------- | --------- | ------------- |
| Инсинье 17′ · Игуаин 78′ · Инлер 90+3′ | (отчёт)   | Де Гузман 30′ |

| Трабзонспор | 0:2 (0:2) | Ювентус                   |
| ----------- | --------- | ------------------------- |
|             | (отчёт)   | Видаль 18′ · Освальдо 33′ |

| Севилья                 | 2:1 (1:0) | Марибор     |
| ----------------------- | --------- | ----------- |
| Рейес 42′ · Гамейро 59′ | (отчёт)   | Вршич 90+2′ |

| Шахтёр (Донецк)  | 1:2 (0:2) | Виктория                  |
| ---------------- | --------- | ------------------------- |
| Луис Адриано 88′ | (отчёт)   | Коларж 29′ · Петржела 33′ |

| Олимпик (Лион) | 1:0 (0:0) | Черноморец |
| -------------- | --------- | ---------- |
| Ляказетт 80′   | (отчёт)   |            |

| Лудогорец                                        | 3:3 (0:1) | Лацио                               |
| ------------------------------------------------ | --------- | ----------------------------------- |
| Безьяк 67′ · Златинский 78′ · Жуниньо Кишада 88′ | (отчёт)   | Б. Кейта 1′ · Переа 54′ · Клозе 82′ |

| Фиорентина | 1:1 (0:0) | Эсбьерг          |
| ---------- | --------- | ---------------- |
| Иличич 47′ | (отчёт)   | Вестергард 90+1′ |

| Ред Булл (Зальцбург)                             | 3:1 (0:0) | Аякс        |
| ------------------------------------------------ | --------- | ----------- |
| Ван дер Хорн 56′ (авт.) · Мане 66′ · Сориано 77′ | (отчёт)   | Классен 82′ |

| Базель                         | 3:0 (1:0) | Маккаби (Тель-Авив) |
| ------------------------------ | --------- | ------------------- |
| Штокер 17′ · Штреллер 60′, 71′ | (отчёт)   |                     |

| Айнтрахт (Франкфурт)        | 3:3 (1:0) | Порту                       |
| --------------------------- | --------- | --------------------------- |
| Айгнер 37′ · Майер 52′, 76′ | (отчёт)   | Мангала 58′, 71′ · Гиля 86′ |

| Генк | 0:2 (0:0) | Анжи                           |
| ---- | --------- | ------------------------------ |
|      | (отчёт)   | Чиманга 64′ (авт.) · Алиев 71′ |

| Валенсия | 0:0     | Динамо (Киев) |
| -------- | ------- | ------------- |
|          | (отчёт) |               |

| Бенфика                                     | 3:0 (0:0) | ПАОК |
| ------------------------------------------- | --------- | ---- |
| Гайтан 70′ · Лима 78′ (пен.) · Маркович 79′ | (отчёт)   |      |

| АЗ           | 1:1 (1:0) | Слован (Либерец) |
| ------------ | --------- | ---------------- |
| Виргевер 19′ | (отчёт)   | Будник 72′       |

## 1/8 финала
Первые матчи прошли 13 марта, ответные 20 марта 2014
| Команда 1         | Итог           | Команда 2            | 1-й матч | 2-й матч   |
| ----------------- | -------------- | -------------------- | -------- | ---------- |
| АЗ                | 1:0            | Анжи                 | 1:0      | 0:0        |
| Лудогорец         | 0:4            | Валенсия             | 0:3      | 0:1        |
| Порту             | 3:2            | Наполи               | 1:0      | 2:2        |
| Олимпик (Лион)    | 5:3            | Виктория             | 4:1      | 1:2        |
| Севилья           | 2:2 (4:3 пен.) | Реал Бетис           | 0:2      | 2:0 (д.в.) |
| Тоттенхэм Хотспур | 3:5            | Бенфика              | 1:3      | 2:2        |
| Базель            | 2:1            | Ред Булл (Зальцбург) | 0:0      | 2:1        |
| Ювентус           | 2:1            | Фиорентина           | 1:1      | 1:0        |

### Первые матчи
| АЗ                   | 1:0 (1:0) | Анжи |
| -------------------- | --------- | ---- |
| Юханнссон 29′ (пен.) | (отчёт)   |      |

| Лудогорец | 0:3 (0:2) | Валенсия                                  |
| --------- | --------- | ----------------------------------------- |
|           | (отчёт)   | Барраган 5′ · Картабья 33′ · Сендерос 59′ |

| Порту        | 1:0 (0:0) | Наполи |
| ------------ | --------- | ------ |
| Мартинес 57′ | (отчёт)   |        |

| Олимпик (Лион)                               | 4:1 (1:1) | Виктория   |
| -------------------------------------------- | --------- | ---------- |
| Фофана 12′, 70′ · Ляказетт 53′ · Мвуэмба 61′ | (отчёт)   | Горжава 2′ |

| Севилья | 0:2 (0:1) | Реал Бетис                      |
| ------- | --------- | ------------------------------- |
|         | (отчёт)   | Лео Баптистан 15′ · Севилья 77′ |

| Тоттенхэм Хотспур | 1:3 (0:1) | Бенфика                       |
| ----------------- | --------- | ----------------------------- |
| Эриксен 64′       | (отчёт)   | Родриго 30′ · Луизао 58′, 84′ |

| Базель | 0:0     | Ред Булл (Зальцбург) |
| ------ | ------- | -------------------- |
|        | (отчёт) |                      |

| Ювентус   | 1:1 (1:0) | Фиорентина |
| --------- | --------- | ---------- |
| Видаль 3′ | (отчёт)   | Гомес 79′  |

### Ответные матчи
| Анжи | 0:0     | АЗ |
| ---- | ------- | -- |
|      | (отчёт) |    |

| Валенсия | 1:0 (0:0) | Лудогорец |
| -------- | --------- | --------- |
| Пако 59′ | (отчёт)   |           |

| Наполи                    | 2:2 (1:0) | Порту                   |
| ------------------------- | --------- | ----------------------- |
| Пандев 21′ · Сапата 90+2′ | (отчёт)   | Гиля 69′ · Куарежма 76′ |

| Виктория              | 2:1 (0:1) | Олимпик (Лион) |
| --------------------- | --------- | -------------- |
| Коларж 60′ · Тецл 62′ | (отчёт)   | Гомис 45+2′    |

| Реал Бетис                               | 0:2 (0:1) (доп. вр.) | Севилья                                    |
| ---------------------------------------- | -------------------- | ------------------------------------------ |
|                                          | (отчёт)              | Рейес 20′ · Бакка 75′                      |
| Пенальти                                 |                      |                                            |
| Кастро · Севилья · Амайя · Н'Диай · Ноно | 3:4                  | Витоло · Коке · Гамейро · Морено · Ракитич |

| Бенфика                       | 2:2 (1:0) | Тоттенхэм Хотспур |
| ----------------------------- | --------- | ----------------- |
| Гарай 34′ · Лима 90+5′ (пен.) | (отчёт)   | Шадли 78′, 79′    |

| Ред Булл (Зальцбург) | 1:2 (1:0) | Базель                   |
| -------------------- | --------- | ------------------------ |
| Сориано 22′          | (отчёт)   | Штреллер 50′ · Сауро 60′ |

| Фиорентина | 0:1 (0:0) | Ювентус   |
| ---------- | --------- | --------- |
|            | (отчёт)   | Пирло 71′ |

## Четвертьфиналы
Первые матчи будут прошли 3 апреля, а ответные — 10 апреля.
| Команда 1      | Итог | Команда 2 | 1-й матч | 2-й матч   |
| -------------- | ---- | --------- | -------- | ---------- |
| АЗ             | 0:3  | Бенфика   | 0:1      | 0:2        |
| Олимпик (Лион) | 1:3  | Ювентус   | 0:1      | 1:2        |
| Базель         | 3:5  | Валенсия  | 3:0      | 0:5 (д.в.) |
| Порту          | 2:4  | Севилья   | 1:0      | 1:4        |

### Первые матчи
| АЗ | 0:1 (0:0) | Бенфика     |
| -- | --------- | ----------- |
|    | (отчёт)   | Сальвио 48′ |

| Олимпик (Лион) | 0:1 (0:0) | Ювентус     |
| -------------- | --------- | ----------- |
|                | (отчёт)   | Бонуччи 85′ |

| Базель                           | 3:0 (2:0) | Валенсия |
| -------------------------------- | --------- | -------- |
| Дельгадо 34′, 38′ · Штокер 90+1′ | (отчёт)   |          |

| Порту       | 1:0 (1:0) | Севилья |
| ----------- | --------- | ------- |
| Мангала 31′ | (отчёт)   |         |

### Ответные матчи
| Бенфика          | 2:0 (1:0) | АЗ |
| ---------------- | --------- | -- |
| Родриго 39′, 71′ | (отчёт)   |    |

| Ювентус                      | 2:1 (1:1) | Олимпик (Лион) |
| ---------------------------- | --------- | -------------- |
| Пирло 4′ · Юмтити 68′ (авт.) | (отчёт)   | Бриан 18′      |

| Валенсия                                       | 5:0 (3:0, 2:0) (доп. вр.) | Базель |
| ---------------------------------------------- | ------------------------- | ------ |
| Пако 38′, 70′, 114′ · Варгас 42′ · Бернат 118′ | (отчёт)                   |        |

| Севилья                                                  | 4:1 (3:0) | Порту          |
| -------------------------------------------------------- | --------- | -------------- |
| Ракитич 5′ (пен.) · Витоло 26′ · Бакка 29′ · Гамейро 79′ | (отчёт)   | Куарежма 90+2′ |

## Полуфиналы
Первые матчи пройдут 24 апреля, ответные 1 мая 2014
| Команда 1 | Итог | Команда 2 | 1-й матч | 2-й матч |
| --------- | ---- | --------- | -------- | -------- |
| Севилья   | В3:3 | Валенсия  | 2:0      | 1:3      |
| Бенфика   | 2:1  | Ювентус   | 2:1      | 0:0      |

### Первые матчи
| Севилья              | 2:0 (2:0) | Валенсия |
| -------------------- | --------- | -------- |
| Мбиа 33′ · Бакка 36′ | (отчёт)   |          |

| Бенфика             | 2:1 (1:0) | Ювентус   |
| ------------------- | --------- | --------- |
| Гарай 3′ · Лима 84′ | (отчёт)   | Тевес 73′ |

### Ответные матчи
| Валенсия                           | 3:1 (2:0) | Севилья    |
| ---------------------------------- | --------- | ---------- |
| Фегули 14′ · Жонас 26′ · Матьё 69′ | (отчёт)   | Мбиа 90+4′ |

| Ювентус | 0:0     | Бенфика |
| ------- | ------- | ------- |
|         | (отчёт) |         |